# Androkydes aus Kyzikos
Androkydes (altgriechisch Ἀνδροκύδης) war ein aus Kyzikos stammender griechischer Maler, der am Ende des 5. und am Anfang des 4. Jahrhunderts v. Chr. tätig war.
Androkydes war laut Plinius ein Zeitgenosse und Konkurrent der Maler Zeuxis, Timanthes, Eupompos und Parrhasios. Zwischen 382 und 379 v. Chr. erhielt Androkydes von den pro-spartanischen Oligarchen Thebens den Auftrag, ein Schlachtengemälde zu fertigen. Wegen der wechselvollen Geschichte Thebens dieser Jahre musste er die Arbeit an dem Bild jedoch unterbrechen, als die pro-spartanische Partei 379 v. Chr. aus Theben vertrieben wurde. Fertigstellen konnte er es wohl erst nach Befreiung der Stadt, öffentlich ausgestellt und seiner Bestimmung übergeben wurde es im Jahr 371 v. Chr. Hauptfiguren des Gemäldes waren anscheinend Pelopidas und Epaminondas, Thema möglicherweise die Situation des Jahres 385 v. Chr., in der Epaminondas den verwundeten Pelopidas in der Schlacht gegen die Arkader bei Mantineia verteidigte. Auf Antrag eines gewissen Menekleides sollte das Bild jedoch umgewidmet werden, um den thebanischen Kommandeur Charon und dessen unbedeutenden Sieg in einer kleineren Schlacht vor jener von Leuktra zu verherrlichen. Anscheinend waren die Darstellung der Schlacht so unspezifisch und die Porträts von Pelopidas und Epaminondas so wenig individuell, dass allein eine geänderte Bildunterschrift oder Widmung die Aussage des Bildes grundlegend verändern konnte.
Ein weiteres Gemälde stellte Skylla dar und wurde wegen der naturgetreuen Wiedergabe der um Skylla herumschwimmenden Fische gelobt, was Androkydes, dem nach anekdotischem Zeugnis großen Liebhaber von Fischspeisen, den Titel ζωγράϕος ‚Naturmaler‘, einbrachte. Vitruv zählt ihn zu den Malern, denen das Glück fehlte, trotz bester Anlagen eine bedeutende Rolle gespielt zu haben.